# Gueorgui Gueorguiev (remero)
Gueorgui Gueorguiev (en búlgaro: Георги Георгиев, 18 de julio de 1951) es un deportista búlgaro que compitió en remo. Ganó una medalla de plata en el Campeonato Mundial de Remo de 1975, en la prueba de dos sin timonel.

## Palmarés internacional
| Campeonato Mundial | Campeonato Mundial       | Campeonato Mundial | Campeonato Mundial |
| Año                | Lugar                    | Medalla            | Prueba             |
| ------------------ | ------------------------ | ------------------ | ------------------ |
| 1975               | Nottingham (Reino Unido) | Medalla de plata   | Dos sin timonel    |